# Alex Garland
Alexander Medawar Garland, más conocido como Alex Garland (Londres, Inglaterra; 26 de mayo de 1970), es un novelista, guionista, productor de cine y director británico.

## Biografía

### Primeros años
Garland nació en Londres, Inglaterra, hijo de una psicoanalista, Caroline, y el dibujante Nicholas Garland. Sus abuelos por parte de madre eran el zoólogo Peter Medawar y la escritora Jean Medawar.

### Carrera
Garland recibió su diploma en 1992 de la Universidad de Mánchester. Su primera novela, The Beach, fue publicada en 1996. La novela fue hecha película en 2000, por Danny Boyle, protagonizada por Leonardo DiCaprio. The Tesseract, la segunda novela de Garland, fue publicada en 1998. También fue hecha película. En 2002, escribió el guion para 28 Days Later, película de Danny Boyle, protagonizada por Cillian Murphy. Su tercera novela, The Coma, fue publicada en 2004.
En 2005, Garland escribió un guion para una adaptación de película de Halo. En 2007 escribió el guion para la película Sunshine. También fue productor ejecutivo de 28 Weeks Later, la secuela de 28 Days Later. En 2015 hizo su debut como director con Ex Machina, ganadora del Óscar a los mejores efectos visuales y en febrero de 2018 estrenó su segunda película como director, Aniquilación, basada en la novela de Jeff VanderMeer.

## Vida personal
Está casado con la actriz Paloma Baeza.

## Novelas
- The Beach (1996)
- The Tesseract (1998)
- Perro negro en Manila (2001)
- The Coma (2004)

## Filmografía
| Año  | Título                            | Dirección | Guion | Producción |
| ---- | --------------------------------- | --------- | ----- | ---------- |
| 2002 | 28 Days Later                     |           | ✓     |            |
| 2007 | Sunshine                          |           | ✓     |            |
| 2007 | 28 Weeks Later                    |           |       | ✓          |
| 2010 | Nunca me abandones                |           | ✓     | ✓          |
| 2012 | Dredd                             |           | ✓     | ✓          |
| 2014 | Big Game                          |           |       | ✓          |
| 2015 | Ex Machina                        | ✓         | ✓     |            |
| 2018 | Aniquilación                      | ✓         | ✓     |            |
| 2022 | Men                               | ✓         | ✓     |            |
| 2024 | Civil War                         | ✓         | ✓     |            |
| 2025 | Warfare                           | ✓         | ✓     |            |
| 2025 | 28 Years Later                    |           | ✓     | ✓          |
| 2026 | 28 Years Later: The Bone Temple   |           | ✓     | ✓          |
| TBD  | Película de Elden Ring sin título | ✓         | ✓     |            |

## Series
- 2020: Devs (guion, director)

## Videojuegos
- Enslaved: Odyssey to the West (coguionista) (2010)
- DmC: Devil May Cry (supervisor de la historia) (2013)

## Premios y nominaciones
Premios Óscar
| Año  | Categoría            | Película   | Resultado |
| ---- | -------------------- | ---------- | --------- |
| 2016 | Mejor guion original | Ex machina | Nominado  |

Premios BAFTA
| Año  | Categoría                                             | Película   | Resultado |
| ---- | ----------------------------------------------------- | ---------- | --------- |
| 2016 | Mejor película británica                              | Ex machina | Nominado  |
| 2016 | Mejor guion original                                  | Ex machina | Nominado  |
| 2016 | Mejor director, guionista o productor británico novel | Ex machina | Nominado  |